# Leucemia aggressiva a cellule NK
La leucemia aggressiva a cellule NK è una malattia con una proliferazione aggressiva e sistemica di cellule killer naturali (cellule NK) e un decorso clinico in rapido declino.
Viente talvolta chiamato anche linfoma aggressivo a cellule NK.

## Sintomi
I pazienti di solito presentano sintomi costituzionali (malessere, perdita di peso, affaticamento) e l'epatosplenomegalia si riscontra comunemente nell'esame obiettivo. La linfoadenopatia viene riscontrata in misura minore. A causa della natura aggressiva della malattia, i pazienti possono inizialmente presentarsi in una fase più avanzata, con coagulopatie, sindrome emofagocitica e insufficienza multiorgano . Raramente, gli individui che hanno un linfoma a cellule NK aggressivo associato a infezione latente con il virus Epstein-Barr presentano o sviluppano ampie reazioni allergiche alle punture di zanzara. I sintomi di queste reazioni vanno da un sito di morso notevolmente ampio che può essere doloroso e comportare necrosi a sintomi sistemici (ad esempio febbre, linfonodi ingrossati, dolore addominale e diarrea) o, in casi estremamente rari, ad anafilassi potenzialmente letale.

## Causa
Questa malattia ha una forte associazione con il virus Epstein-Barr (EBV), ma la vera patogenesi di questa malattia non è ancora stata descritta. Si ritiene che la cellula di origine sia una cellula NK. Il linfoma a cellule NK di Blastoid sembra essere un'entità diversa e non mostra alcuna associazione con EBV.

### Siti di coinvolgimento
Questa malattia si trova in genere e viene diagnosticata nel sangue periferico e, sebbene possa coinvolgere qualsiasi organo, si trova di solito nella milza, nel fegato e nel midollo osseo.

## Diagnosi
Le cellule leucemiche sono invariabilmente presenti in campioni di sangue periferico in misura variabile. Anche la pancitopenia (anemia, neutropenia, trombocitopenia) è comunemente osservata.

### Sangue periferico
Le cellule leucemiche hanno un diametro leggermente maggiore di un grande linfocita granulare (LGL) e hanno granuli e nucleoli azuropilici di diversa prominenza. I nuclei possono essere irregolari e ipercromatici.

### Midollo osseo
Il coinvolgimento del midollo osseo percorre lo spettro tra un infiltrato poco appariscente e un'estesa sostituzione del midollo da parte delle cellule leucemiche. Gli istiociti reattivi che presentano emofagocitosi possono essere visti intervallati nell'infiltrato neoplastico .

### Altri organi
Il coinvolgimento leucemico degli organi è in genere distruttivo su sezioni di tessuto con necrosi e con possibile angioinvasione e l'infiltrato monotono può essere diffuso o irregolare.

### Immunofenotipo
L'immunofenotipo di questa malattia è lo stesso del linfoma extranodale a cellule NK/T, di tipo nasale ed è mostrato nella tabella seguente. CD11b e CD16 mostrano un'espressione variabile.
| Stato    | Gli antigeni                                        |
| Positivo | CD2, CD3ε, CD56, perforina, granzima B, TIA-1, CCR5 |
| Negativo | CD57                                                |

### Risultati genetici
A causa del lignaggio NK, non sono stati osservati riarrangiamenti clonali dei geni linfoidi (recettore delle cellule T; recettore delle cellule B). Il genoma del virus Epstein Barr (EBV) viene rilevato in molti casi, insieme a una varietà di anomalie cromosomiche.

## Trattamento
Attualmente la leucemia a cellule NK, essendo un sottotipo di PTCL, viene trattata in modo simile ai linfomi a cellule B. Tuttavia, negli ultimi anni, gli scienziati hanno sviluppato tecniche per riconoscere meglio i diversi tipi di linfomi, come il PTCL. Ora si comprende che il PTCL si comporta diversamente dai linfomi a cellule B e si stanno sviluppando terapie che mirano specificamente a questi tipi di linfoma. Al momento, tuttavia, non esistono terapie approvate dalla Food and Drug Administration (FDA) americana in particolare per PTCL. I regimi chemioterapici contenenti antraciclina sono comunemente offerti come terapia iniziale. Alcuni pazienti possono ricevere un trapianto di cellule staminali . Sono in fase di studio nuovi approcci al trattamento del PTCL in ambito recidivante o refrattario. 

## Epidemiologia
Questa rara forma di leucemia è più comune tra gli asiatici rispetto ad altri gruppi etnici. È in genere diagnosticata negli adolescenti e nei giovani adulti, con una leggera predominanza nei maschi.

## Direzioni di ricerca
Il pralatrexato è un composto attualmente sotto inchiesta per il trattamento del PTCL. 